# 谢尔库赫
阿萨德丁·谢尔库赫·本·沙迪（Asad ad-Din Shirkuh bin Shadhi，？—1169年），中古時期穆斯林軍事家，萨拉丁的叔父，曾任埃及总督。
謝爾庫赫是庫德族人，出生於現在的亞美尼亞境內的村落，其父親為庫德人領袖（Shadi）。1163年他被摩蘇爾地區的君主努爾丁派到埃及去解決當地的內戰，後與當地維齊爾沙瓦（Shawar）發生衝突。1169年打敗了沙瓦，進入開羅成為當地統治者，但兩個月後去世，其勢力由薩拉丁所繼承。